# Hémisphère (géographie)
Pour les articles homonymes, voir hémisphère.
En géographie, un hémisphère est une moitié de la Terre. Par exemple, le globe peut être divisé en deux hémisphères nord et sud, chacun centré sur un pôle et séparé de l'autre par l'équateur.

## Terre

### Nord et sud
Le globe terrestre est divisible en deux hémisphères nord et sud. Le premier est centré sur le pôle Nord, le deuxième sur le pôle Sud, avec la séparation entre les deux au niveau du grand cercle équidistant des pôles, c'est-à-dire l'équateur.

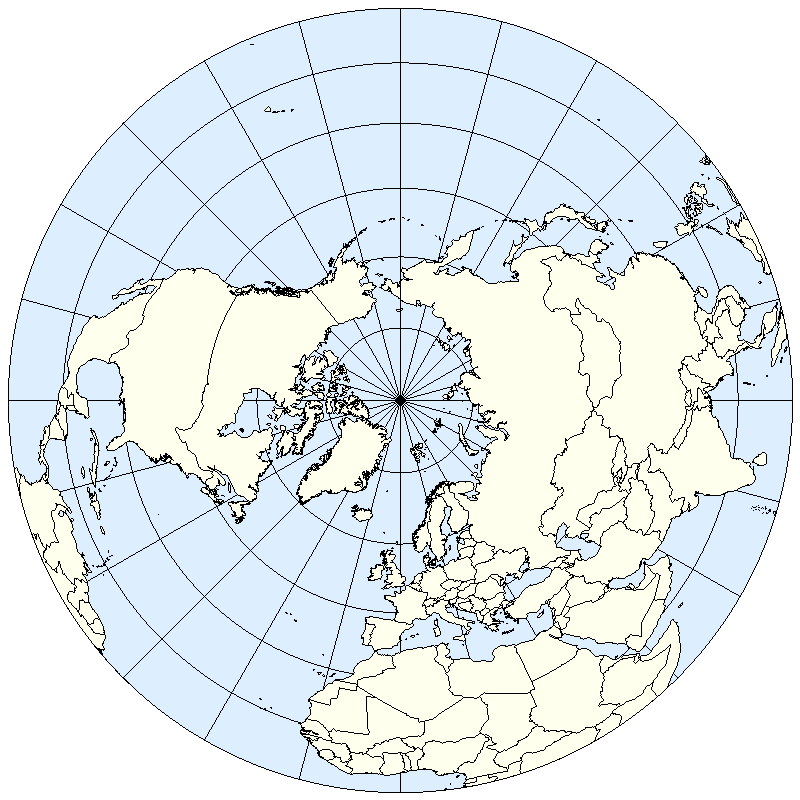
Hémisphère nord
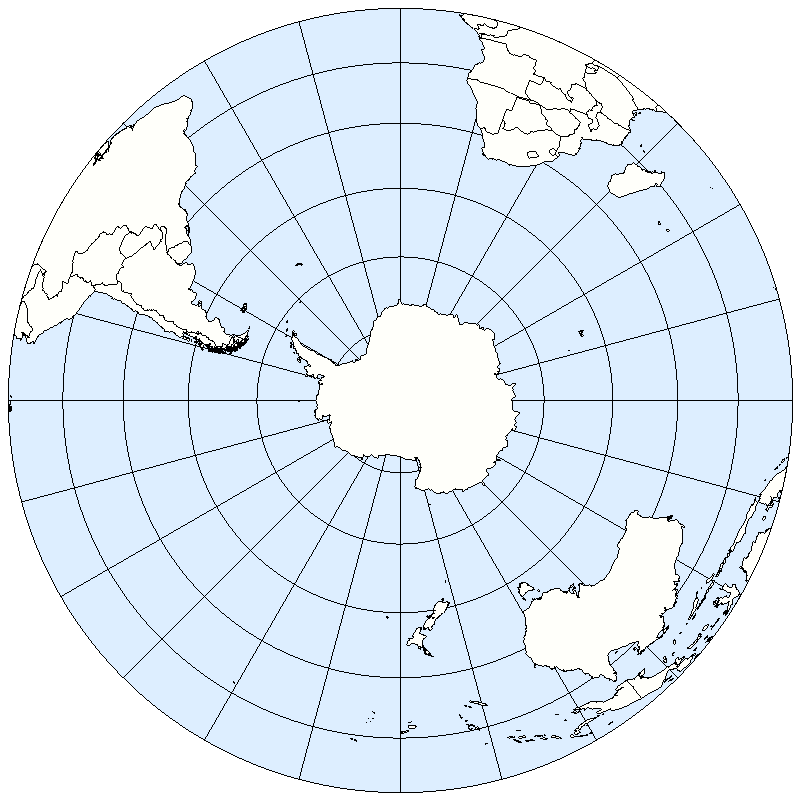
Hémisphère sud

### Est et ouest
De façon analogue, on peut diviser la Terre en un hémisphère ouest et un hémisphère est en prenant en compte les parties à l'ouest et à l'est du méridien de Greenwich. Contrairement à celle centrée sur les deux pôles de l'axe de rotation et l'équateur, cette autre division se fait sur un tracé arbitraire, qui retient Greenwich comme méridien de référence. En théorie, il existe autant d'hémisphères Est et Ouest que de méridiens.

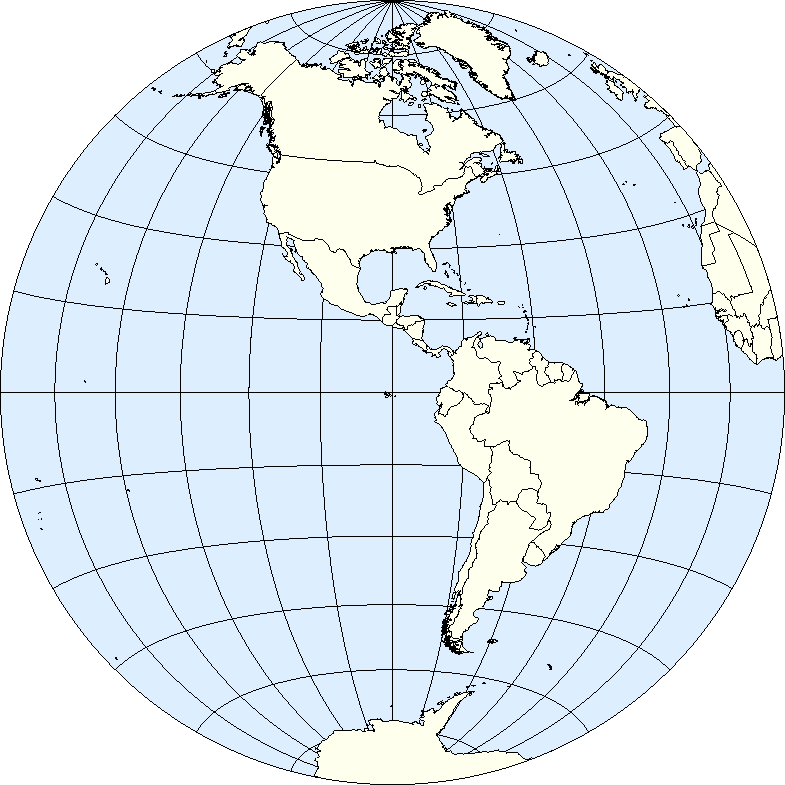
Hémisphère ouest
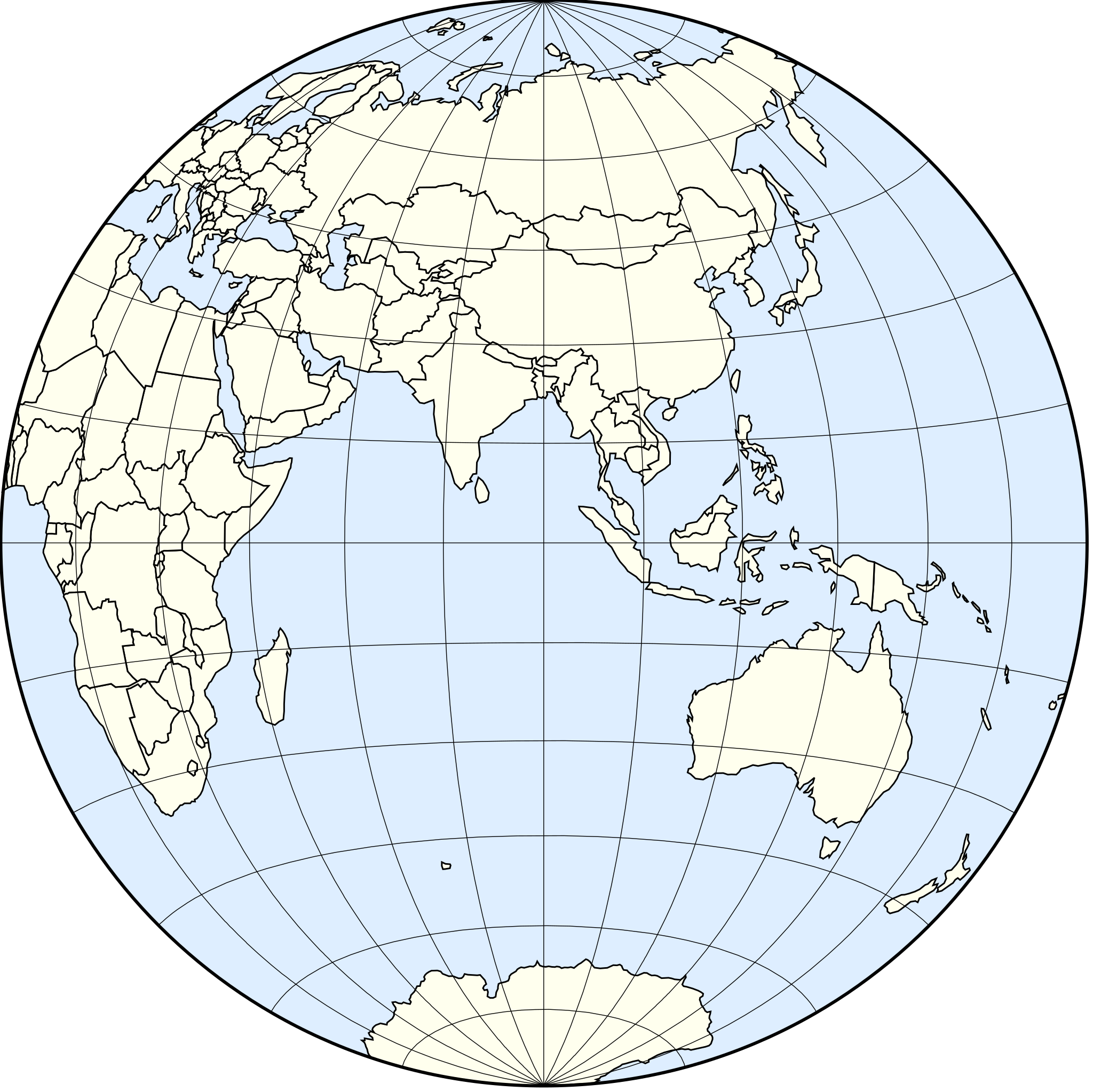
Hémisphère est

### Terre et océan
Il est possible de déterminer un hémisphère terrestre, qui regrouperait le maximum de terres émergées, et un hémisphère maritime, qui contiendrait le maximum d'océans.
L'hémisphère terrestre est centré sur 47° 13′ N, 1° 32′ O, à Nantes en France. Il contient 85 % des terres émergées, dont l'Europe, l'Afrique, l'Amérique du Nord, ainsi que la majeure partie de l'Asie et de l'Amérique du Sud. L'hémisphère maritime, centré sur 47° 13′ S, 178° 28′ E à l'est de la Nouvelle-Zélande, contient la plus grande partie de l'océan Pacifique et de l'océan Indien, ainsi que l'Australie, la Nouvelle-Zélande, les îles Fidji, l'Antarctique, le sud de l'Amérique du Sud et du Sud-Est asiatique.
Bien que l'hémisphère terrestre contienne le plus de terres émergées possible, celles-ci n'occupent cependant que 49,5 % de sa superficie totale : l'hémisphère terrestre reste en majorité maritime.

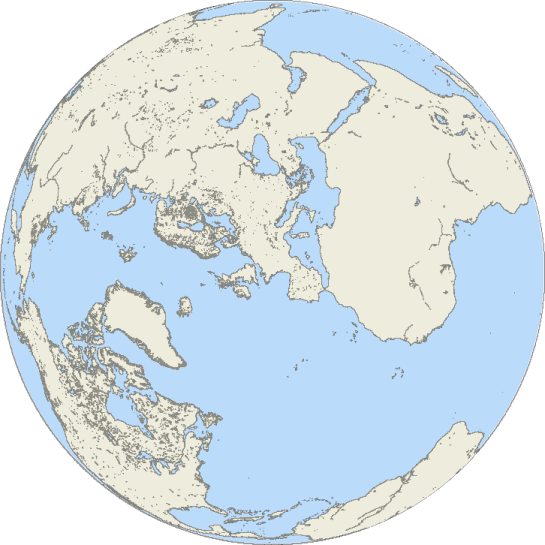
Hémisphère continental
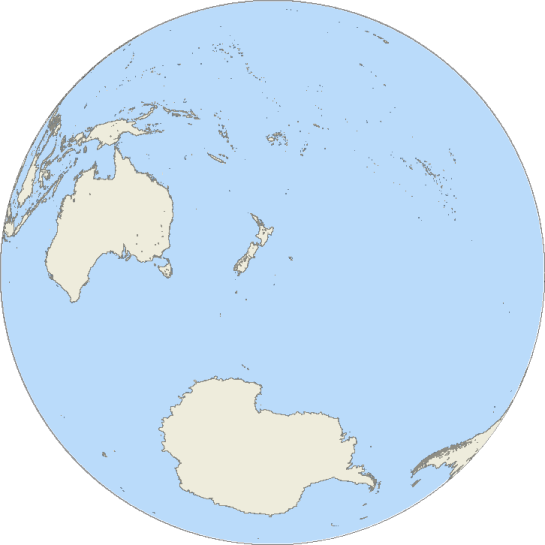
Hémisphère maritime

### Jour et nuit
Alternativement, on peut également parler d'hémisphères "diurne" et "nocture" lorsqu'on veut par exemple distinguer la partie de la Terre baignée dans la lumière du jour de l'hémisphère plongé dans l'obscurité. Dans ce cas, la limite entre les deux hémisphères est définie par la ligne du terminateur et varie au fur et à mesure de la rotation de la Terre sur elle-même.

## Autres planètes
Le découpage hémisphérique terrestre peut être transposé de façon similaire sur les autres planètes du système solaire, suivant l'axe entre les deux pôles magnétiques et le grand cercle équatorial au milieu.
À noter toutefois l'exception d'Uranus, dont l'axe de rotation est presque aligné sur celui de son plan de révolution autour du Soleil (elle "roule" sur son orbite aux alentours des solstices). Dans son cas, les hémisphères Nord-Sud correspondraient plutôt à l'équivalent des hémisphères Est-Ouest des autres planètes, et vice-versa. Par analogie avec la Terre, on peut ainsi quasiment surnommer les pôles écliptiques uraniens "pôle Est" et "pôle Ouest" (dans un ordre nécessairement arbitraire).
Plusieurs exoplanètes présentent une rotation synchrone avec leur étoile, de sorte qu'elles lui présentent toujours la même face. Au point de repère de l'équateur s'y ajoute ainsi celle du terminateur, figé dans leur cas, qui départage la planète entre un hémisphère diurne et un nocturne de façon permanente.